# Флаг Ташлинского района
Флаг муниципального образования «Ташлинский район» Оренбургской области Российской Федерации — опознавательно-правовой знак, служащий официальным символом муниципального образования.
Флаг утверждён 9 июля 2007 года и 9 ноября 2007 года внесён в Государственный геральдический регистр Российской Федерации с присвоением регистрационного номера 3603.
Флаг составлен на основании герба Ташлинского района, по правилам и соответствующим традициям геральдики, и отражает исторические, культурные, социально-экономические, национальные и иные местные традиции.

## Описание
«Прямоугольное синее полотнище с отношением ширины к длине 2:3, воспроизводящее фигуры герба района: семь чередующихся диагональных волнистых полос в нижнем углу у древка (четыре белых и три синих) в 1/20 ширины полотнища каждая, чёрный камень и сидящего на нём сокола, изображённого белым, серым, жёлтым и чёрным цветами».

## Обоснование символики
Сокол — символ стремительного полёта, свободы, бдительности аллегорически показывает историческое прошлое района. Территория современного Ташлинского района ранее входила в состав земель Уральского казачества. Ташла возникла в 1774 году как казачье село. Казаки жили по военному образу, они не только обрабатывали свои земли, но и с рождения готовились к военной службе.
«Ташла» — слово тюркского происхождения, означающее каменный, каменистый, вытекающий из-под камня. Изображение на флаге чёрного камня, омываемого потоками воды, указывает на название реки Ташелки, давшей своё имя селу и району.
Чередующиеся голубые и белые волнистые полосы символизируют большое количество рек, протекающих по территории района. Здесь несут свои воды Урал, Иртек, Ташелка, Герасимовка и Кинделя. Наличие водных ресурсов и плодородных пастбищ позволяет местным жителям на протяжении уже нескольких столетий успешно заниматься земледелием и скотоводством.
- Белый цвет (серебро) — символ чистоты, совершенства, мира и взаимопонимания.
- Жёлтый цвет (золото) — символ урожая, богатства, стабильности, солнечного тепла.
- Чёрный цвет — символ скромности, мудрости, вечности бытия.
- Синий цвет (лазурь) — символ чести, благородства, духовности и возвышенных устремлений.

## Авторская группа
- Идея флага: Оксана Бровина (Ташлинский район)
- Геральдическая доработка: Константин Мочёнов (Химки).
- Компьютерный дизайн: Галина Русанова (Москва).
- Обоснование символики флага: Кирилл Переходенко (Конаково).